# Frozen Fever
Frozen Fever is een Amerikaanse korte animatiefilm uit 2015, geregisseerd door Chris Buck en Jennifer Lee. De film werd geproduceerd door Walt Disney Animation Studios en ging in de Verenigde Staten gelijktijdig in première met Cinderella. Het werd positief beoordeeld door critici, inclusief het nieuwe nummer "Making Today a Perfect Day" van Kristen Anderson-Lopez en Robert Lopez.

## Verhaal
Elsa, Olaf en Kristoff en Sven plannen een verjaardagsfeest voor Anna. De sneeuwkoningin heeft echter een verkoudheid gekregen die haar parten zal spelen bij de voorbereiding op het feest. Alleen, alles moet perfect zijn voor de koningin en niets kan de festiviteiten onderbreken. Elsa's verkoudheid veroorzaakt echter het ontstaan van de Snowgies, kleine sneeuwmannen die onder andere van de verjaardagstaart willen eten.

## Stemverdeling
| Acteur         | Personage |
| -------------- | --------- |
| Kristen Bell   | Anna      |
| Idina Menzel   | Elsa      |
| Jonathan Groff | Kristoff  |
| Josh Gad       | Olaf      |